# Lophoptera abbreviata
Lophoptera abbreviata är en fjärilsart som beskrevs av Walker 1865. Lophoptera abbreviata ingår i släktet Lophoptera och familjen nattflyn. Inga underarter finns listade i Catalogue of Life.